# Гейзелтон (Айова)
Гейзелтон (англ. Hazleton) — місто (англ. city) в США, в окрузі Б'юкенан штату Айова. Населення — 713 особи (2020).

## Географія
Гейзелтон розташований за координатами 42°37′7″ пн. ш. 91°54′22″ зх. д. / 42.61861° пн. ш. 91.90611° зх. д. (42.618538, -91.906112).  За даними Бюро перепису населення США в 2010 році місто мало площу 2,03 км², з яких 1,93 км² — суходіл та 0,10 км² — водойми.

## Демографія
Згідно з переписом 2010 року, у місті мешкали 823 особи в 354 домогосподарствах у складі 207 родин. Густота населення становила 406 осіб/км².  Було 402 помешкання (198/км²).
Расовий склад населення:
| - 96,8 % — білих - 1,6 % — корінних американців - 0,5 % — чорних або афроамериканців |

До двох чи більше рас належало 1,1 %. Частка іспаномовних становила 1,6 % від усіх жителів.
За віковим діапазоном населення розподілялося таким чином: 24,5 % — особи молодші 18 років, 62,0 % — особи у віці 18—64 років, 13,5 % — особи у віці 65 років та старші. Медіана віку мешканця становила 40,7 року. На 100 осіб жіночої статі у місті припадало 117,2 чоловіків;  на 100 жінок у віці від 18 років та старших — 114,1 чоловіків також старших 18 років.
Середній дохід на одне домашнє господарство  становив 42 222 долари США (медіана — 40 565), а середній дохід на одну сім'ю — 45 824 долари (медіана — 44 063). Медіана доходів становила 40 846 доларів для чоловіків та 24 115 доларів для жінок. За межею бідності перебувало 19,5 % осіб, у тому числі 25,8 % дітей у віці до 18 років та 19,5 % осіб у віці 65 років та старших.
Цивільне працевлаштоване населення становило 413 особи. Основні галузі зайнятості: виробництво — 32,7 %, роздрібна торгівля — 16,9 %, освіта, охорона здоров'я та соціальна допомога — 16,5 %.